# Раміро Бенетті
Раміро Бенетті (порт. Ramiro Benetti, нар. 22 травня 1993, Грамаду) — бразильський футболіст, півзахисник клубу «Греміо».

## Клубна кар'єра
Народився 22 травня 1993 року в місті Грамадо. Спортивна кар'єра Раміро почалася в міні-футболі, популярному на півдні Бразилії, але в 2003 році він потрапив в юнацьку академію футбольного «Жувентуде». В основному складі команди з Кашіас-ду-Сул він дебютував у 2011 році. З «Жуве» молодий футболіст провів 21 матч у двох розіграшах Ліги Гаушу і Серії D, а в 2012 році зіграв три матчі у Кубку Бразилії. 
По закінченні сезону 2012 року Раміро перейшов в «Греміо». При Вандерлеї Лушембургу Раміро не часто з'являвся в основі «мушкетерів», але все змінилося з приходом на тренерський пост Ренато Гаушу, який став частіше довіряти новачку місце в основі. До кінця чемпіонату Бразилії 2013 року Раміро став лідером команди і за кількістю зіграних матчів був на одному рівні з такими досвідченими гравцями, як Зе Роберто, Жозеф де Соуза і Крістіан Ріверос. 17 серпня Раміро забив свій перший м'яч за «Греміо» і допоміг здобути важливу перемогу в гостях над «Васко да Гамою» (3:2). За підсумками чемпіонату «Греміо» посів друге місце та отримав путівку до розіграшу Кубка Лібертадорес.
У 2014 році Раміро продовжив грати важливу роль в тактичній схемі «Греміо», допоміг команді вийти в 1/8 фіналу Кубка Лібертадорес з «групи смерті», де також грали уругвайський «Насьйональ», аргентинський «Ньюеллс Олд Бойз» і колумбійський «Атлетіко Насьйональ». У першому раунді плей-оф команда поступилася майбутньому переможцю турніру «Сан-Лоренсо».
Перед початком сезону 2015 Раміро отримав серйозну травму і до кінця року зіграв лише в 13 матчах за команду. У 2016 році Раміро вдалося знову набрати форму і повернутися в основу. Він зіграв важливу роль в завоюванні командою Кубка Бразилії. В кінці року він продовжив контракт з «Греміо».
У 2017 році Раміро різко підвищив свою результативність. Якщо за попередні чотири роки в різних турнірах він забив за «триколірних» вісім голів, то за неповний 2017 рік відзначився 11 разів. У розіграші Кубка Лібертадорес Раміро Бенетті зіграв у 12 з 14 матчів своєї команди (і забив один гол), яка втретє в своїй історії здобула цей трофей. Станом на 29 листопада 2017 відіграв за команду з Порту-Алегрі 111 матчів в національному чемпіонаті.

## Статистика виступів

### Статистика клубних виступів
| Сезон              | Команда            | Чемпіонат          | Чемпіонат | Чемпіонат | Національний кубок | Національний кубок | Національний кубок | Континентальні кубки | Континентальні кубки | Континентальні кубки | Інші змагання | Інші змагання | Інші змагання | Усього | Усього |
| Сезон              | Команда            | Ліга               | Ігор      | Голів     | Ліга               | Ігор               | Голів              | Ліга                 | Ігор                 | Голів                | Ліга          | Ігор          | Голів         | Ігор   | Голів  |
| ------------------ | ------------------ | ------------------ | --------- | --------- | ------------------ | ------------------ | ------------------ | -------------------- | -------------------- | -------------------- | ------------- | ------------- | ------------- | ------ | ------ |
| 2013               | «Греміо»           | ЛГ+A               | 5+29      | 0+1       | КБ                 | 6                  | 0                  |                      | -                    | -                    |               | -             | -             | 40     | 1      |
| 2014               | «Греміо»           | ЛГ+A               | 13+33     | 0+2       | КБ                 | 1                  | 0                  | КЛ                   | 7                    | 1                    | -             | -             | -             | 54     | 3      |
| 2015               | «Греміо»           | ЛГ+A               | 7+5       | 1+0       | КБ                 | 1                  | 0                  |                      | -                    | -                    |               | -             | -             | 13     | 1      |
| 2016               | «Греміо»           | ЛГ+A               | 5+23      | 0+1       | КБ                 | 7                  | 1                  | КЛ                   | 4                    | 1                    | -             | -             | -             | 39     | 3      |
| 2017               | «Греміо»           | ЛГ+A               | 14+26     | 4+6       | КБ                 | 6                  | 0                  | КЛ                   | 12                   | 1                    | КЧС           | 1             | 0             | 59     | 11     |
| Усього за «Греміо» | Усього за «Греміо» | Усього за «Греміо» | 111       | 10        |                    | 21                 | 1                  |                      | 23                   | 3                    |               | 1             | 0             | 156    | 14     |
| Усього за кар'єру  | Усього за кар'єру  | Усього за кар'єру  | 111       | 10        |                    | 24                 | 1                  |                      | 23                   | 3                    |               | 1             | 0             | 159    | 14     |

## Титули і досягнення
- Володар Кубку Бразилії (1):

«Греміо»: 2016
- Володар Кубка Лібертадорес (1):

«Греміо»: 2017